# L'Estomac et les Pieds

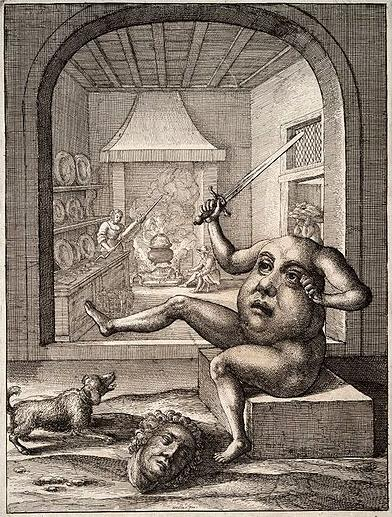
Illustration de Wenceslas Hollar tirée de la version des fables de John Ogilby, 1668.

L'Estomac et les Pieds (ou Le Ventre et les Membres) est l'une des fables d'Ésope et porte le numéro 130 dans l'indice Perry. Elle a été interprétée dans divers contextes politiques au cours des siècles.
Il existe plusieurs versions de la fable. Dans les premières sources grecques, il s'agit d'un différend entre l'estomac et les pieds, ou entre celui-ci et les mains et les pieds dans les versions latines ultérieures. Ceux-ci se plaignent parce que l'estomac reçoit toute la nourriture et refusant de la partager, mais en comprennent la signification en constatant leur affaiblissement. Dans les versions médiévales, le reste du corps est tellement affaibli qu'il meurt, et les illustrations ultérieures représentent presque toujours un homme affaibli expirant sur le sol. Le sens actuel qui lui est donné soutient l'effort d'équipe et la reconnaissance du rôle vital que tous les membres y jouent. Dans des périodes plus autoritaires, cependant, la fable a été prise pour affirmer la direction du centre.
La recherche littéraire évoque les premières fables orientales traitant de conflits similaires. Plus particulièrement, il existe un papyrus égyptien fragmentaire remontant au 2e millénaire avant notre ère qui appartient au genre proche-oriental des poèmes de débat ; dans celui-ci, le différend est entre le Ventre et la Tête. Elle figure ainsi parmi les premiers exemples connus de la métaphore du corps politique.

## Texte
L’estomac et les pieds disputaient de leur force. À tout propos les pieds alléguaient qu’ils étaient tellement supérieurs en force qu’ils portaient même l’estomac. À quoi celui-ci répondit : « Mais, mes amis, si je ne vous fournissais pas de nourriture, vous-mêmes ne pourriez pas me porter. »

Il en va ainsi dans les armées : le nombre, le plus souvent, n’est rien, si les chefs n’excellent pas dans le conseil.

## Apparitions ultérieures du thème
Il y a une utilisation scripturaire du concept de coopération entre les différentes parties du corps par Paul de Tarse, qui fut éduqué à la fois dans la pensée hébraïque et hellénique. Dans sa Première épître aux Corinthiens, il s'éloigne de l'application politique de la fable et lui donne le contexte spirituel du corps de l'Église. La métaphore est utilisée pour soutenir que ce corps représente une multiplicité de talents coopérant ensemble. Bien qu'il puisse encore y avoir une hiérarchie en son sein, tous doivent être valorisés de la même manière pour le rôle qu'ils jouent :
Car le corps n'est pas un membre, mais plusieurs. Si le pied dit : Parce que je ne suis pas la main, je ne suis pas du corps, n'est-ce donc pas du corps ? Et si l'oreille dit : Parce que je ne suis pas l'œil, je ne suis pas du corps, n'est-ce donc pas du corps ? Si tout le corps était un œil, où était l'ouïe ? Si le monde entier entendait, où étaient les odeurs ? Mais maintenant Dieu a placé chacun d'eux dans le corps, comme il lui plaisait. Et s'ils étaient tous un seul membre, où était le corps ? Mais maintenant, ils sont plusieurs membres, mais un seul corps. Et l'œil ne peut pas dire à la main, je n'ai pas besoin de toi ; ni de la tête aux pieds, je n'ai pas besoin de toi. Bien plus, ces membres du corps, qui semblent être plus faibles, sont nécessaires. Et les membres du corps que nous pensons être moins honorables, nous leur accordons un honneur plus abondant. (Version autorisée 12.14-23)
L'historien latin Tite-Live ouvre la voie en appliquant la fable aux troubles civils. Il raconte dans le cadre de la sécession de l'Aventin en 495-93 BCE qu'un membre du Sénat romain a convaincu les plébéiens, qui avait quitté Rome pour protester contre les mauvais traitements par les patriciens, de revenir en racontant l'histoire. Sous cette forme politisée, avec les patriciens jouant le rôle de l'estomac, la fable, intitulée Apologue des membres et de l'estomac, a formé un « paradigme exemplaire » pour la philosophie romaine ultérieure du corps politique,. La même fable fut reprise plus tard dans la Vie de Coriolan de Plutarque.
« Il arriva, dit Menenius Agrippa, que tous les autres membres d'un homme se mutinèrent contre l'estomac, qu'ils accusaient d'être la seule partie oisive et non contributive de tout le corps, tandis que les autres étaient mis à rude épreuve pour pourvoir à ses appétits. L'estomac, cependant, ne faisait que ridiculiser la bêtise des membres, qui semblaient ne pas se rendre compte que l'estomac recevait certainement la nourriture générale, mais seulement pour la restituer et la redistribuer parmi les autres. Tel est le cas, dit-il, citoyens, entre vous et le Sénat. Les conseils et les plans qui s'y trouvent dûment digérés, vous transmettent et vous garantissent à tous vos avantages et votre soutien. ».
De cette source, le thème a été pris par William Shakespeare et mis en scène dans la scène d'ouverture de sa pièce Coriolan.

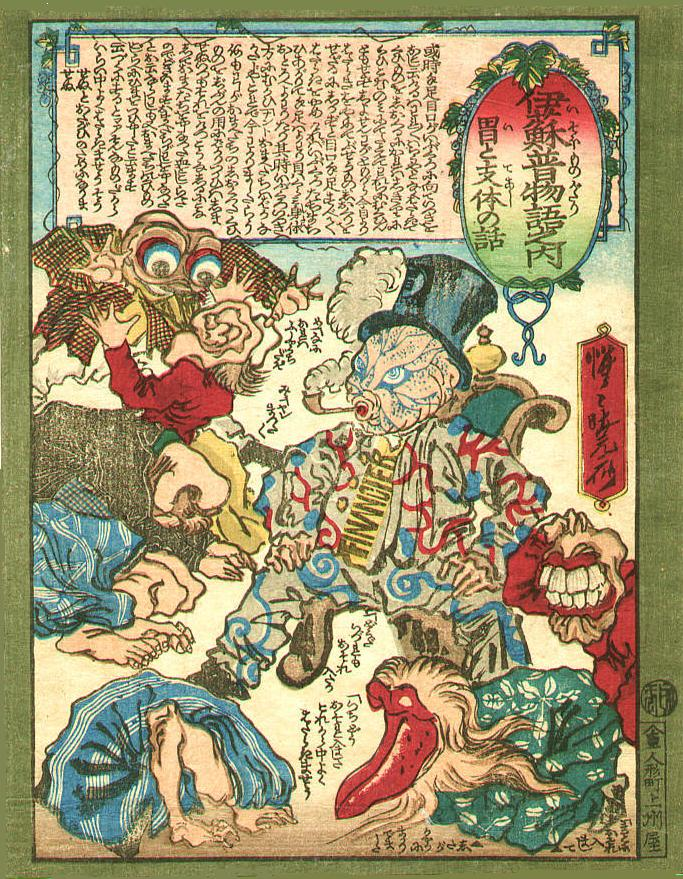
Satire ésopique de Kawanabe Kyōsai Le Paresseux au milieu, 1870-80

Dans les sources françaises, l'histoire a été appliquée de la même manière. La version de la fin du XIIe siècle de Marie de France se termine par la réflexion féodale que « nul n'a d'honneur qui fait honte à son seigneur, ni le sire s'il n'honore ses hommes». Vers la fin du XIVe siècle, Eustache Deschamps déplore la guerre civile dans une ballade intitulée Comment le chef et les membres doyvent amer l'un l'autre. Elle utilise la fable pour affirmer que la terre est affaiblie lorsque les obligations féodales sont transgressées. Le chef ne doit pas opprimer ceux qui sont sous lui et doit à son tour être obéi. Trois siècles plus tard, La Fontaine interpréta la fable en termes de monarchie absolue de son temps. Inversant l'ordre des historiens antiques, il part de la fable, dessine une longue morale et ensuite seulement donne le contexte dans lequel elle a été racontée pour la première fois. Pour lui, le pouvoir royal est central et le soutien de l'État.
C'est aussi le cas pour John Ogilby dans le contexte de l'histoire troublée de l'Angleterre du XVIIe siècle. Le seul membre visible dans l'illustration de la fable de Wenceslas Hollar (voir ci-dessus) est la tête cassée d'une statue endommagée par le ventre aveugle, brandissant l'épée. La référence à la décapitation parlementaire du roi Charles Ier et à l'effondrement du gouvernement au cours de la période républicaine qui a suivi est flagrante. Au début du XIXe siècle, le traducteur anglais de La Fontaine, John Matthews, va étendre encore plus la fable. Partant du contexte romain, il décrit les conflits sociaux en termes plus ou moins contemporains et laisse ainsi entendre que la fable soutient le pouvoir du parlement aristocratique de son époque sans avoir besoin de le dire d'emblée.
Ambrose Bierce a appliqué la fable aux conflits du travail dans ses Fantastic Fables (1899). Lorsque les ouvriers d'une usine de chaussures se mettent en grève pour de meilleures conditions, dans sa réécriture satirique, le propriétaire y met le feu afin de percevoir l'assurance et les laisse ainsi sans travail. Une estampe japonaise légèrement antérieure de Kawanabe Kyōsai dans sa série Isoho Monogotari (1870-1880) avait également donné à la fable une application commerciale. Intitulé Le Paresseux au milieu, il montre le ventre assis fumant une pipe tandis que les membres du corps disjoints rampent sur le sol autour de lui. Sa large cravate est étiquetée « Financier » en lettres occidentales afin de ne laisser aucun doute à son interprétation. Dans ces deux cas, l'argument du centre comme soutien est renversé. Loin de maintenir les membres en vie, les soucis égoïstes et les exigences avides du ventre sapent leur énergie.